# Ungdomsföreningen Friska Viljor
För andra betydelser, se Friska Viljor.
Ungdomsföreningen Friska Viljor är en kulturförening grundad 1946 i Sjundeå i Nyland i södra Finland, med föreningslokalen Edvardsberg, belägen på Andbyvägen. 
Lokalen Edvardsberg uppfördes år 1930 och byggnaden är föreningslokal för Friska Viljor. Föreningsverksamheten är främst inriktad mot barn och ungdomar, och den anordnar bland annat svenskspråkig eftermiddagsklubb i Sjundeå, i föreningslokalen.
Klubbverksamheten stöds kontinuerligt av Sjundeå kommun. År 2002 fick föreningen 10 000 euro i stöd från kommunen. Även ett sommarkafé finns i byggnaden.